# Гнізна
Гні́зна — річка в Україні, у Тернопільському  районі Тернопільської області. Ліва притока Серету (басейн Дністра).

## Опис
Довжина 81 км. Площа водозбірного басейну 1 110 км². Похил річки 0,9 м/км. Використовується на водопостачання, гідроенергетику, зрошення.

### Долина
Долина трапецієподібна, асиметрична (лівий берег значно крутіший), завширшки 0,3—1,5 км. Подекуди, як результат водної ерозії, у долині трапляються яри та балки заввишки до 20 м. У верхів'ї разом з лівою притокою Теребна та правою Гніздечна утворює широку річкову долину із заторфованим днищем з малорозвинутими терасами. Вздовж берегів здійснюються водоохоронні заходи.

### Гідрологічний режим
Річище звивисте, завширшки 3—8 м (місцями до 40 м), завглибшки 60—80 см (в період повені 1,5—2 м). Заплава завширшки понад 300 м. Споруджені ставки. Швидкість течії 0,1—0,2 м/с. Максимальні витрати води понад 74 м³/с. Замерзає наприкінці грудня, скресає на початку березня. Найбільша водоносність — березень — квітень.

## Розташування
Бере початок з двох витоків: один на північний захід від села Шимківці, інший, східний, протікає через село Синява. Витоки розташовані на схилах вододілу, що роз'єднує басейни Дністра й Прип'яті. Гнізна тече переважно на південь та (частково) південний захід. Впадає до Серету між селами Семенів і Залав'є.

## Притоки
Праві: Гніздечна.
Ліві: Гнізна Гнила, Теребна, Сороцька, Вільховець, Боричівка.

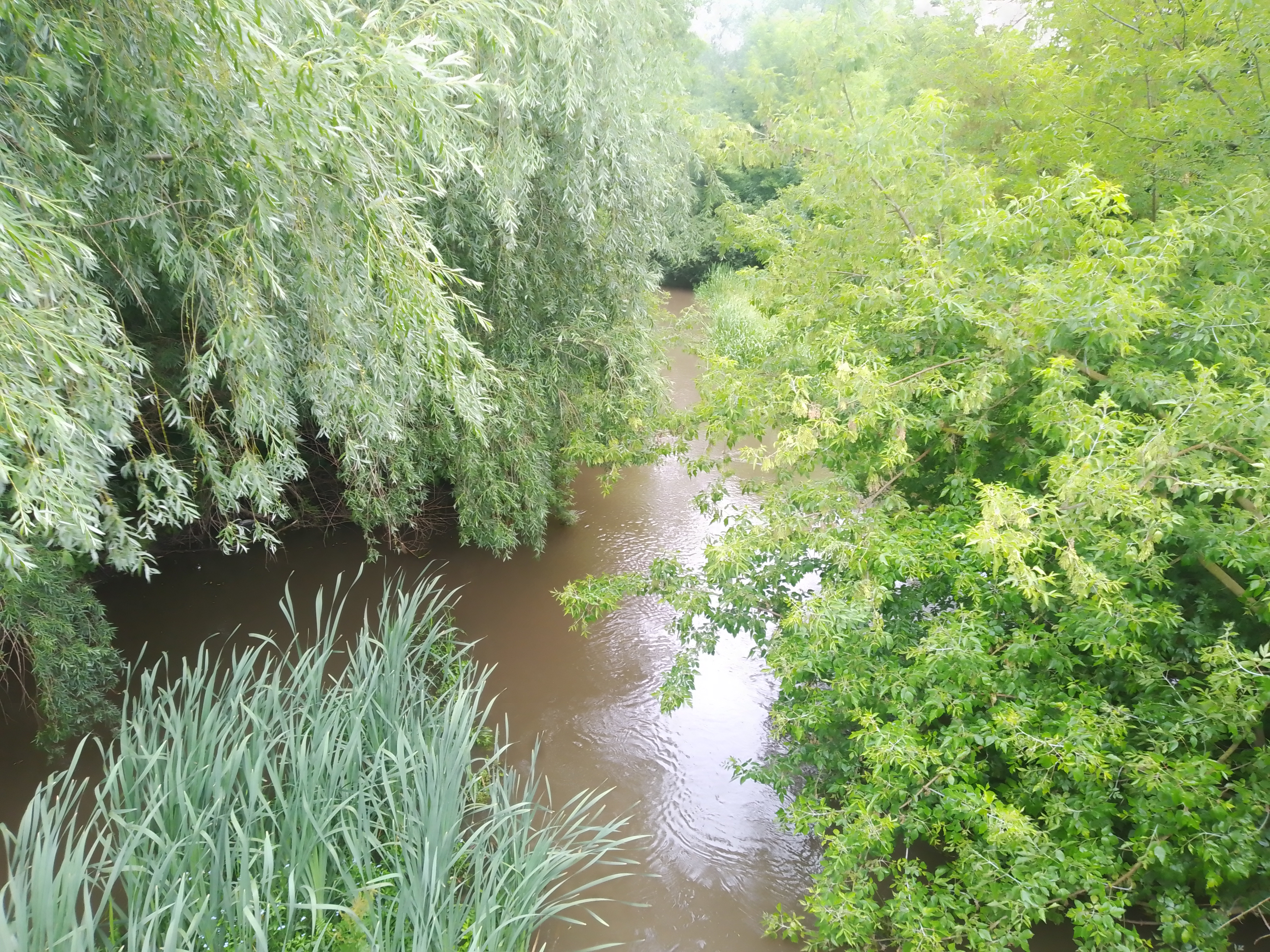
Гнізна в Теребовлі

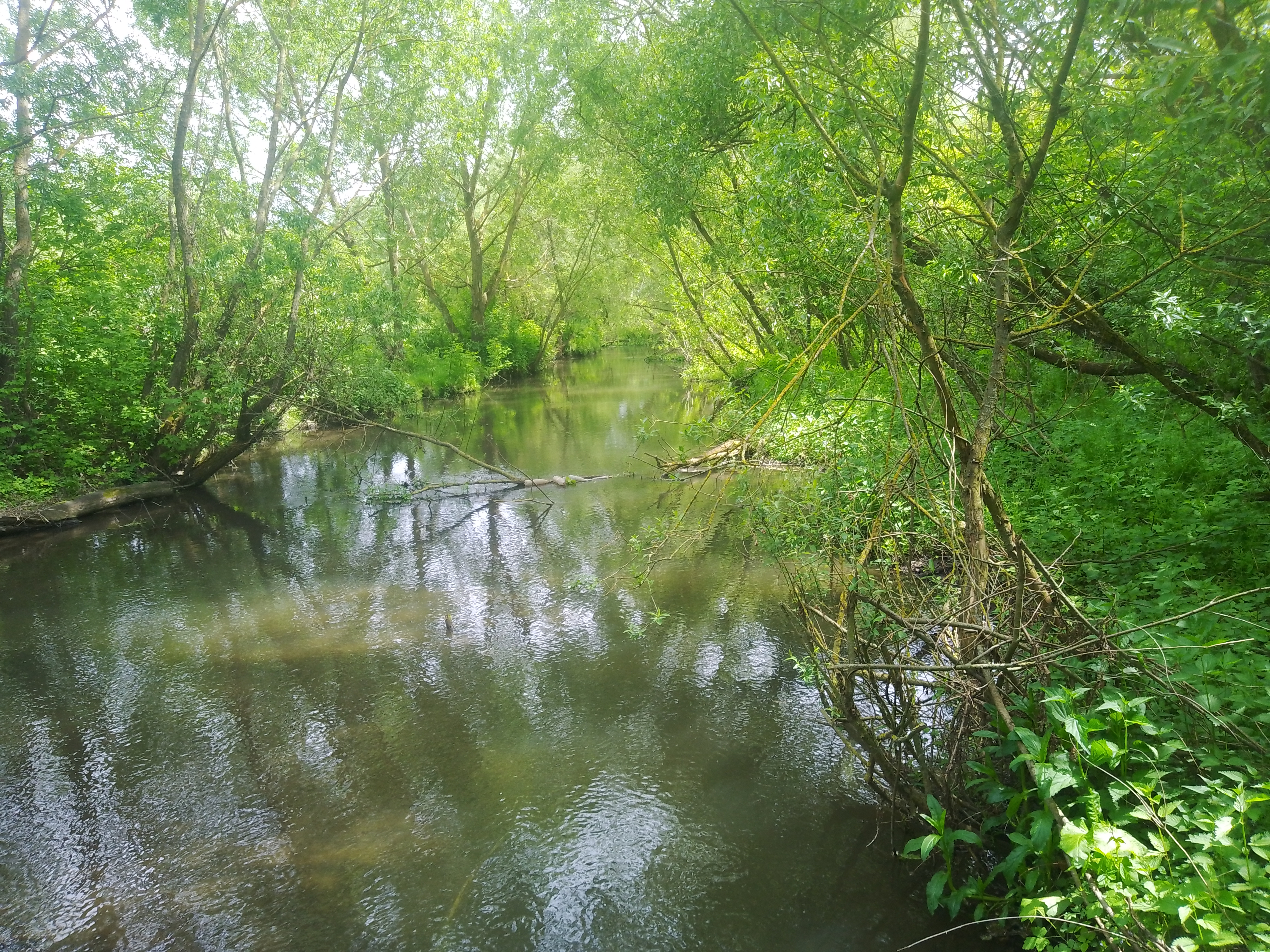
Ріка Гнізна у Соборному

## Населені пункти
На берегах Гнізної розташовані: місто Збараж, смт Великі Бірки, місто Теребовля, а також багато сіл.

## Цікаві факти
- У верхів'ї (36 км), до злиття з Гніздечною, носить назву Гнізна Гнила.
- Походження назви остаточно не встановлено. Існує кілька тлумачень. Гіпотетично з праслов'янського «заглиблення, оточене підвищеннями».

## Світлини

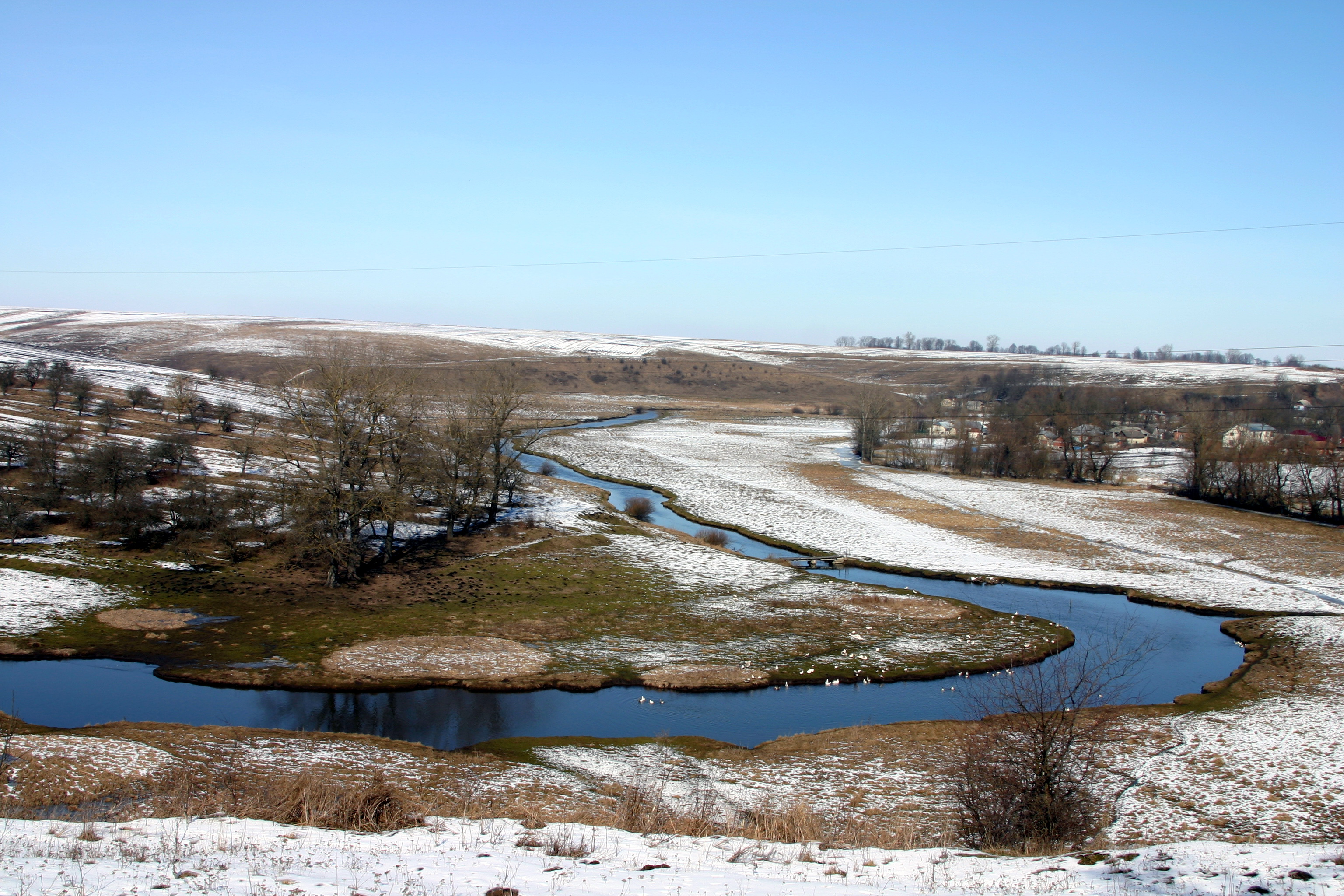
Гнізна Гнила в урочищі «Замчисько», с. Чернелів-Руський
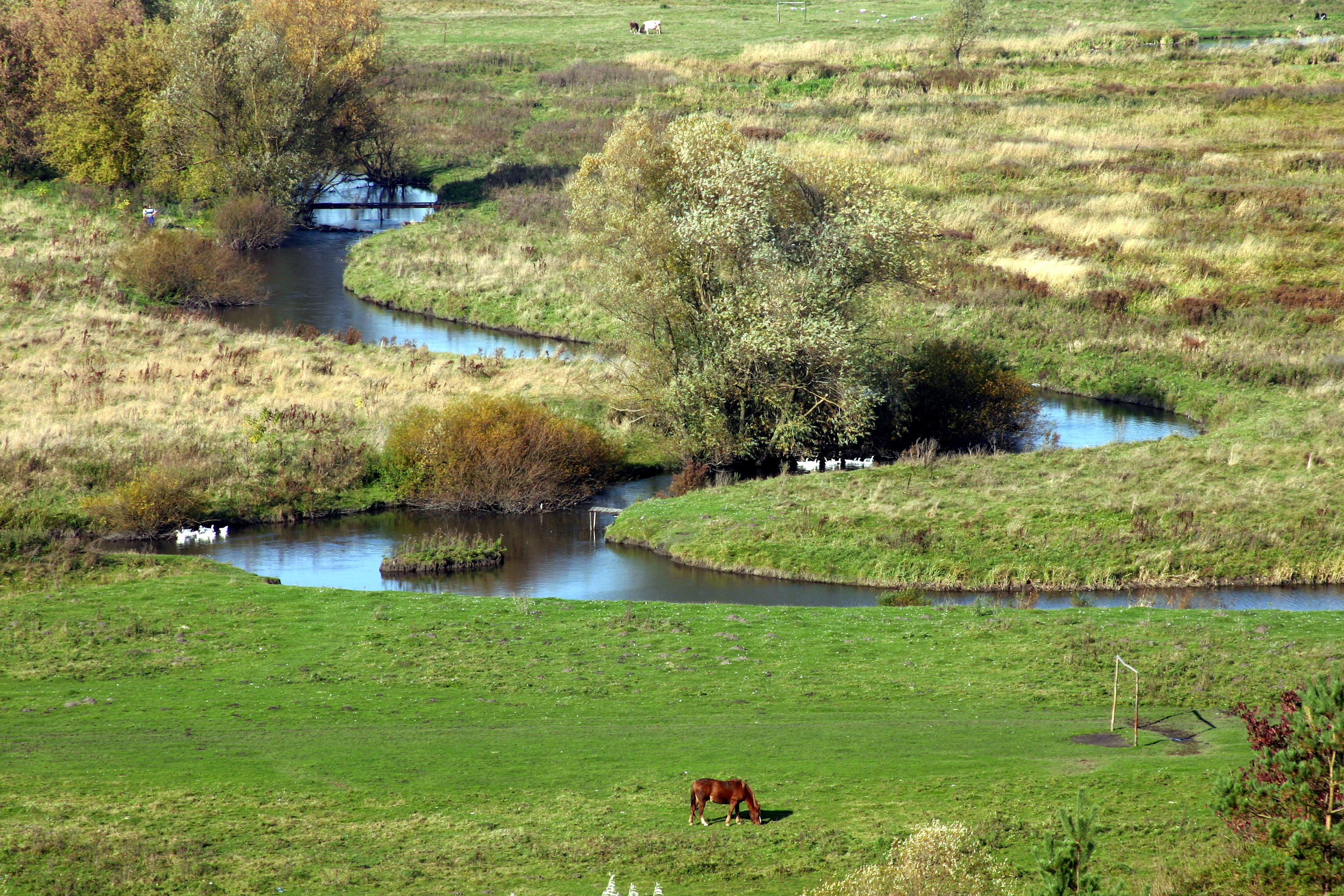
Гнізна Гнила в урочищі «Кут», Великі Бірки
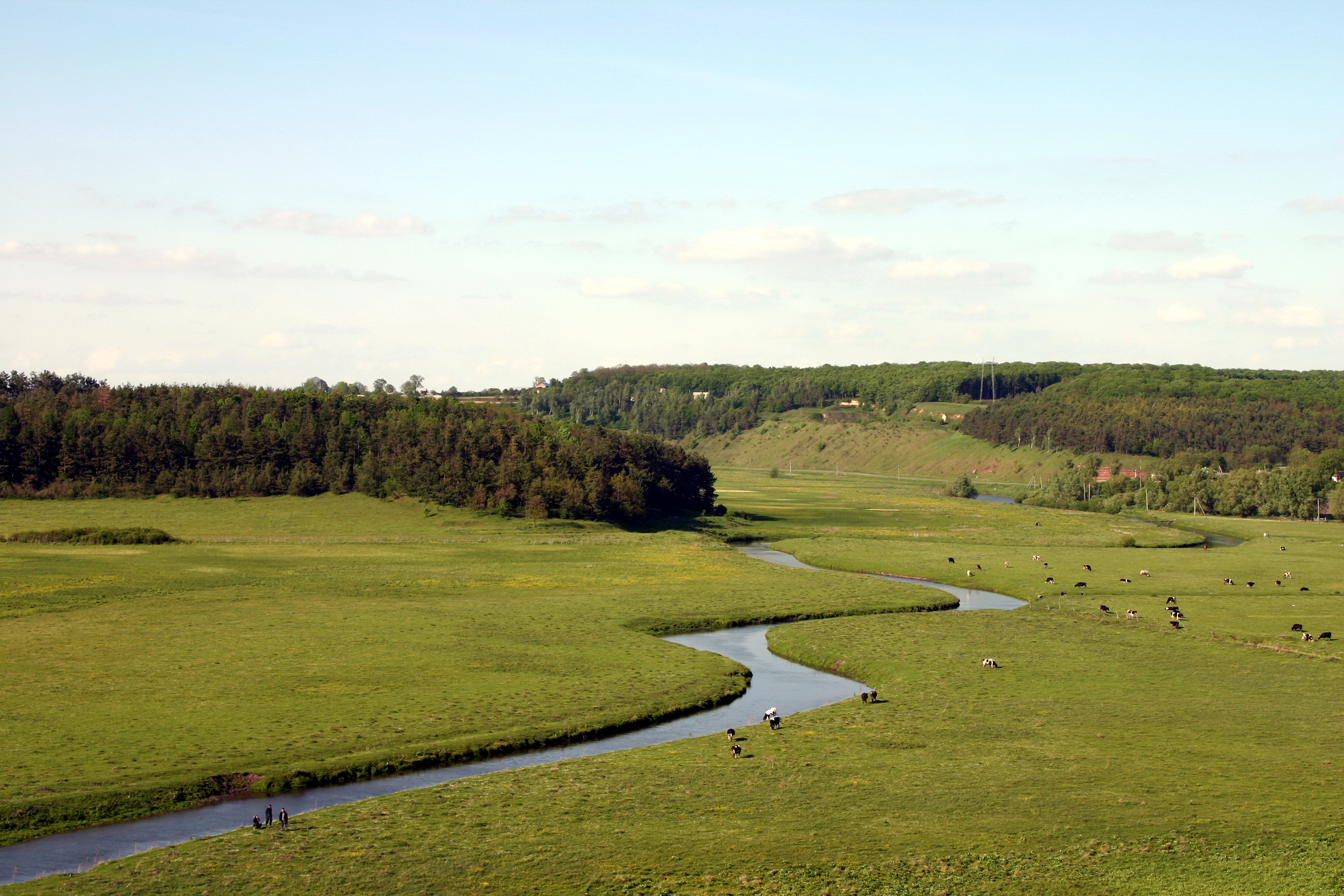
Вигляд з Баворова на Гнізну
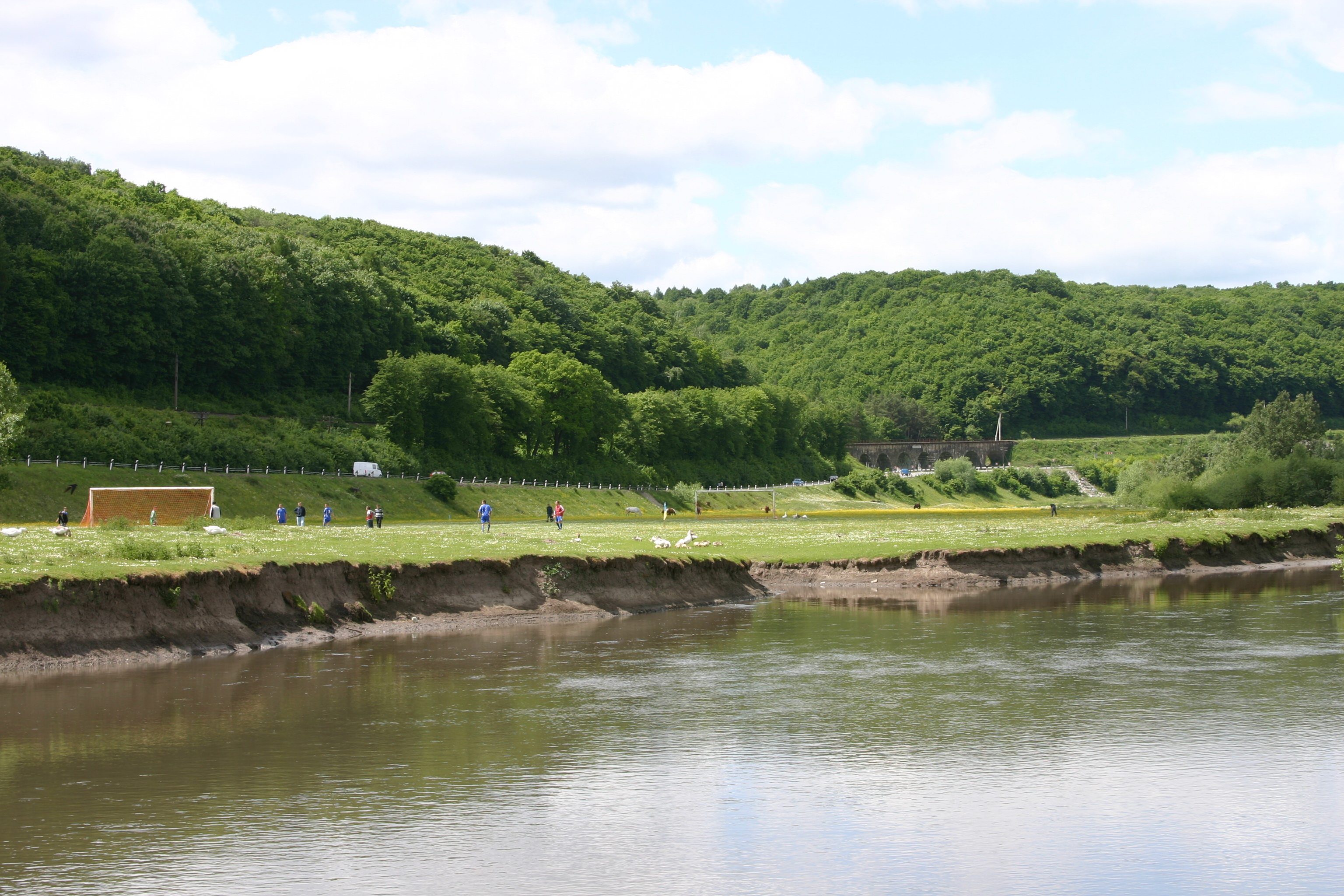
Гнізна в с. Кровинка
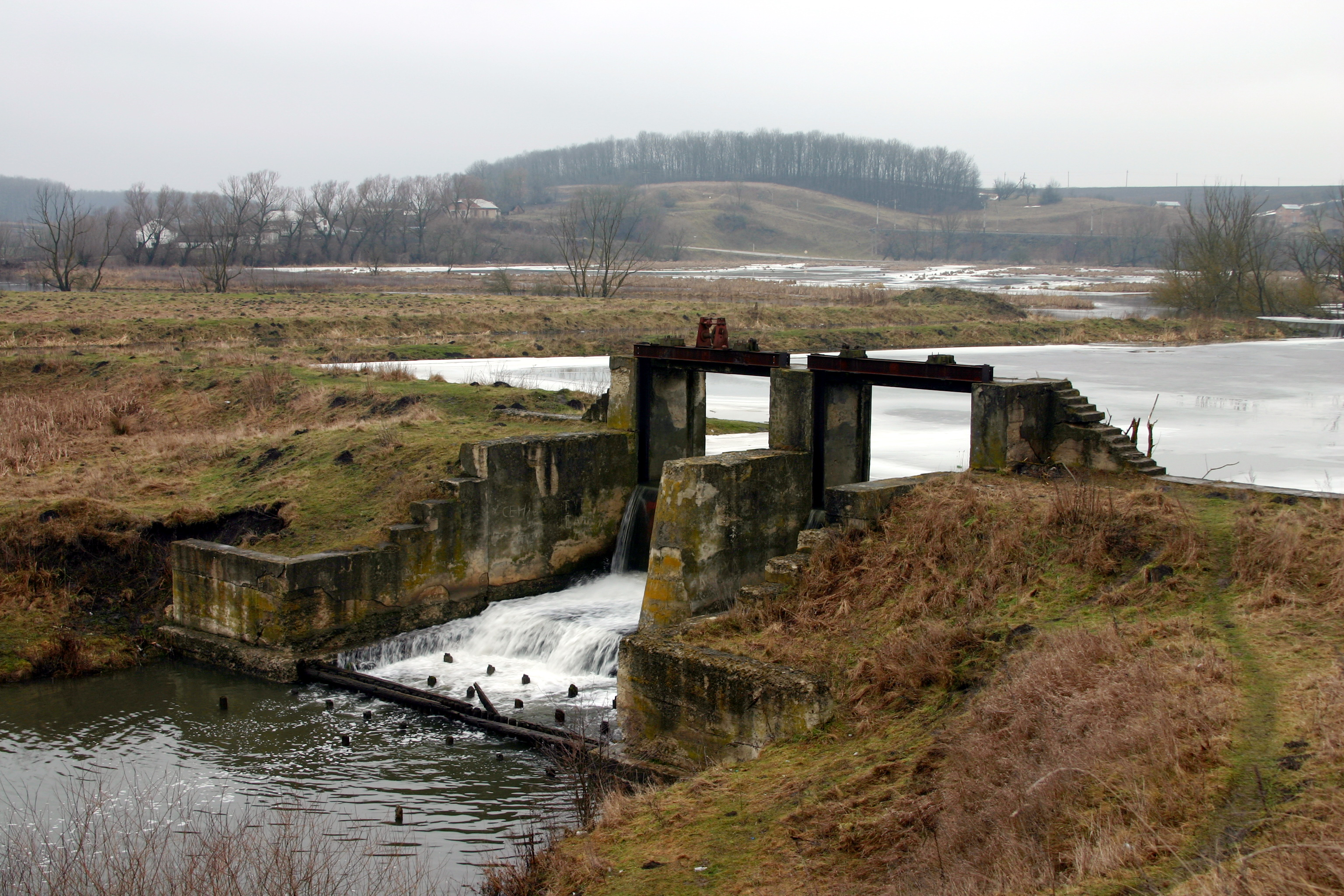
Старі шлюзи Дичківської ГЕС на Гнізні